# Бото фон Поттенштайн

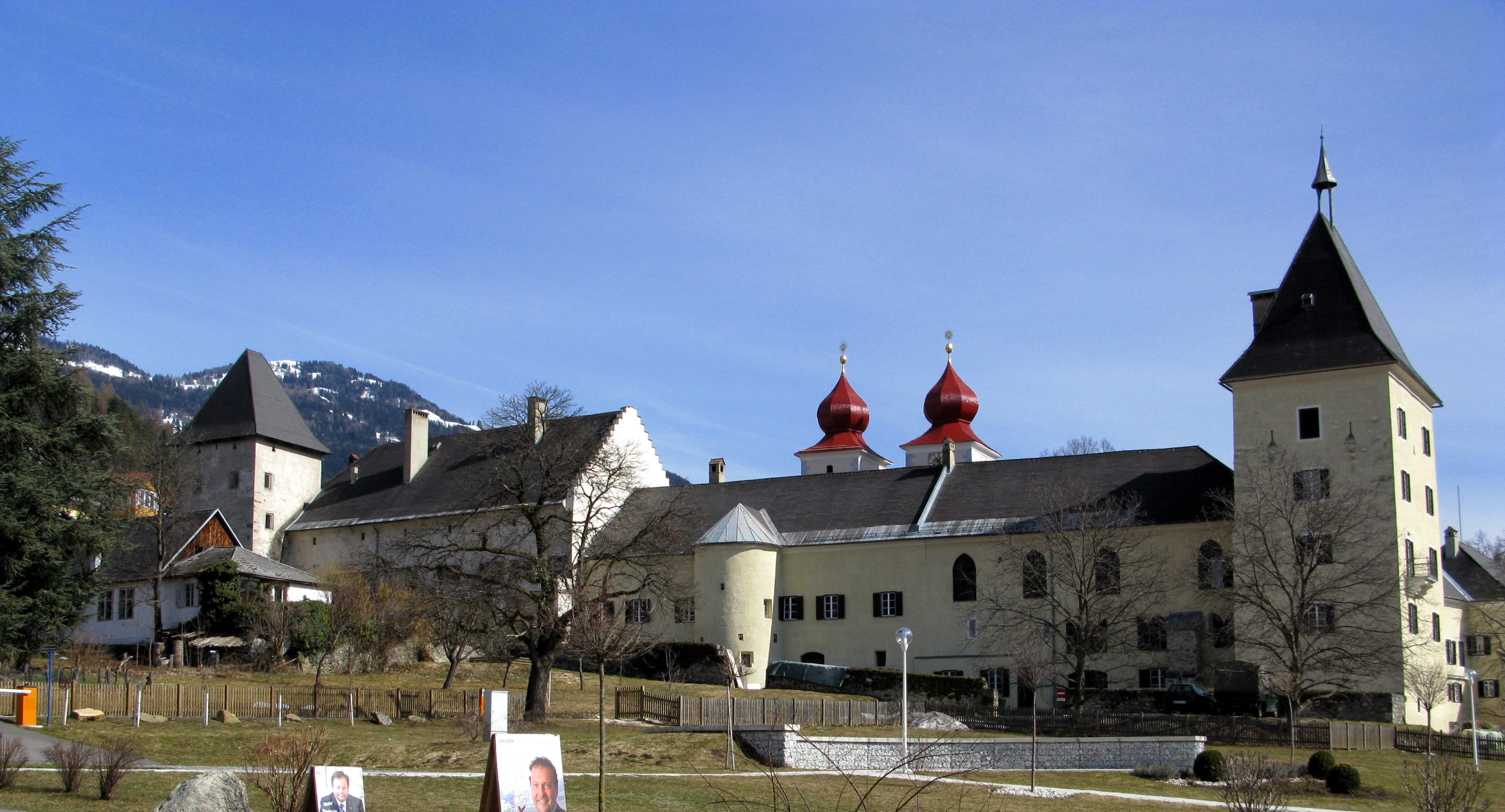
Монастырь Мильштатт

Бото фон Поттенштайн (нем. Boto (Botho) von Pottenstein; 1028 — после 2 сентября 1094) — немецкий князь, последний представитель пфальцграфской линии династии Арибонидов.
Сын пфальцграфа Баварии Хартвига II, родился уже после его смерти. Вместе со старшим братом Арибо II получил в наследство владения в Штирии, Зальцбурггау, в Фрайзингской епархии, в области Регенсбурга и в Нордгау.
В 1053 году вместе с Арибо II присоединился к восстанию герцогов Конрада Баварского и Вельфа III Каринтийского против императора Генриха III. Был обвинён в государственной измене и в 1055 году лишился всех имперских ленов и большей части родовых владений.
Вскоре после этого женился на Юдит, дочери швабского герцога Оттона III. В приданое получил земли в Восточной Франконии, в том числе город Поттенштайн, который сделал своей резиденцией.
В 1070 году Арибо II и Бото фон Поттенштайн основали монастырь Мильштатт в Каринтии.
Дочь Бото — Адельгейда — вышла замуж за герцога Нижней Лотарингии Генриха I.
Бото фон Поттенштайн последний раз прижизненно упоминается в документе от 2 сентября 1094 года. Возможно, эта хартия написана раньше, и граф Бото умер в 1080-е годы.
После его смерти город Поттенштайн отошёл епископам Бамберга.